# Шерпе, Герберт
Герберт Шерпе (нем. Herbert Scherpe; 20 мая 1907, Гляйвиц, Германская империя — 23 декабря 1997, Мангейм, Германия) — обершарфюрер СС, санитар концлагеря Освенцим.

## Биография
Герберт Шерпе родился 20 мая 1907 года в семье инженера-электрика. Посещал народную школу в Гляйвице и выучился на мясника. Впоследствии работал на предприятии у своего отца и в других компаниях как подсобный рабочий. В 1931 году вступил в НСДАП и СС. С 1936 года служил в подразделении СС, задачей которых являлась охрана военных объектов. С 1939 года состоял в отрядах «Мёртвая голова» и в июне прошёл краткий курс военной подготовки в Дахау. В Главном административно-хозяйственном управлении СС в Ораниенбурге Шерпе прошёл обучение на санитара.
С лета 1940 года был санитаром в концлагере Освенцим, изначально служил в санчасти СС. С начала 1942 года Шерпе был санитаром в лазарете для заключенных в главном лагере, а с апреля 1943 по март 1944 — в лазарете для заключенных в подлагере Голлешау. С апреля 1944 года был санитаром в лазарете для заключенных в подлагере Блеххаммер. Его работа включала в себя отбор больных заключенных и их убийство с помощью фенола.
После того как 23 февраля и 1 марта 1943 Шерпе убил детей и подростков смертельными инъекциями, согласно показаниям Германа Лангбайна, он заявил, что не в состоянии продолжать такую деятельность в отношении детей, и был освобождён от неё.
В ходе эвакуации Освенцима сопровождал колонну заключенных, которая шла маршем смерти в концлагерь Гросс-Розен. После пленения Шерпе из-за принадлежности к СС был помещён в лагерь для интернированных в Шлезвиг-Гольштейне, однако освобождён уже в июле 1945 года. До своего заключения в следственный изолятор в августе 1961 года работал сторожем на машинной фабрике в Мангейме. На 1-м освенцимском процессе перед судом присяжных во Франкфурте-на-Майне Шерпе за пособничество в убийстве был приговорён к 4,5 годам заключения и потери гражданских прав сроком на 4 года. Ему было зачтено в срок наказания время, проведённое в следственном изоляторе, поэтому после оглашения приговора Шерпе был освобождён.